# Имре Захар
Имре Захар (мађ. Zachár Imre; Будимпешта, 11. мај 1890 — Будимпешта 4. април 1954) био је мађарски пливач слободним стилом и ватерполиста. Учествовао је два пута на Олимпијским играма.
На Олимпијским играма 1908. у Лондону учествовао је само у пливачким такмичењима. У дисциплини 400 метара слободним стилом пласирао се у полуфинале, где није завршио трку. У другој дисциплини са штафетом 4 х 200 метара слободно, у саставу Јожеф Мунк, Имре Захар, Бела лас Тореш и Золтан Халмај освојио је друго место и сребрну медаљу.
Четири године касније у Стокхолму такмичио се у пливању у ватерполу. У пливању је учествовао у трци штафета 4 х 200 м слободно. Квалификовали су се за финале, а у финалу нису стартовали из непознатих разлога.
У ватерполу Мађарска је дебитовала на овим играма. Репрезентација Мађарске, чији је члан био и Имре Захар, на овом турниру је заузела последње место са две изгубљене утакмице и ниједном победом.